# Llyn Llywenan
Llyn Llywenan (ang. Yew Tree Lake) – jezioro w Walii (Wielka Brytania) na wyspie Anglesey.
Jezioro Llyn Llywenan położone jest w odległości ponad 1 km na północ od wsi Bodedern i 9 km na wschód od Holyhead.
Długość maksymalna Llyn Llywenan wynosi 1,1 km, a jego powierzchnia 0,4 km². Lustro wody położone jest na wysokości 34 m n.p.m. W południowej części jeziora znajduje się niewielka wysepka.
Jezioro to znajduje się na liście obszarów chronionych Site of Special Scientific Interest ze względu na występującą w nim roślinność wodną.
Ok. 100 m na południe od jeziora znajdują się pozostałości neolitycznych monumentów.